# 알테아

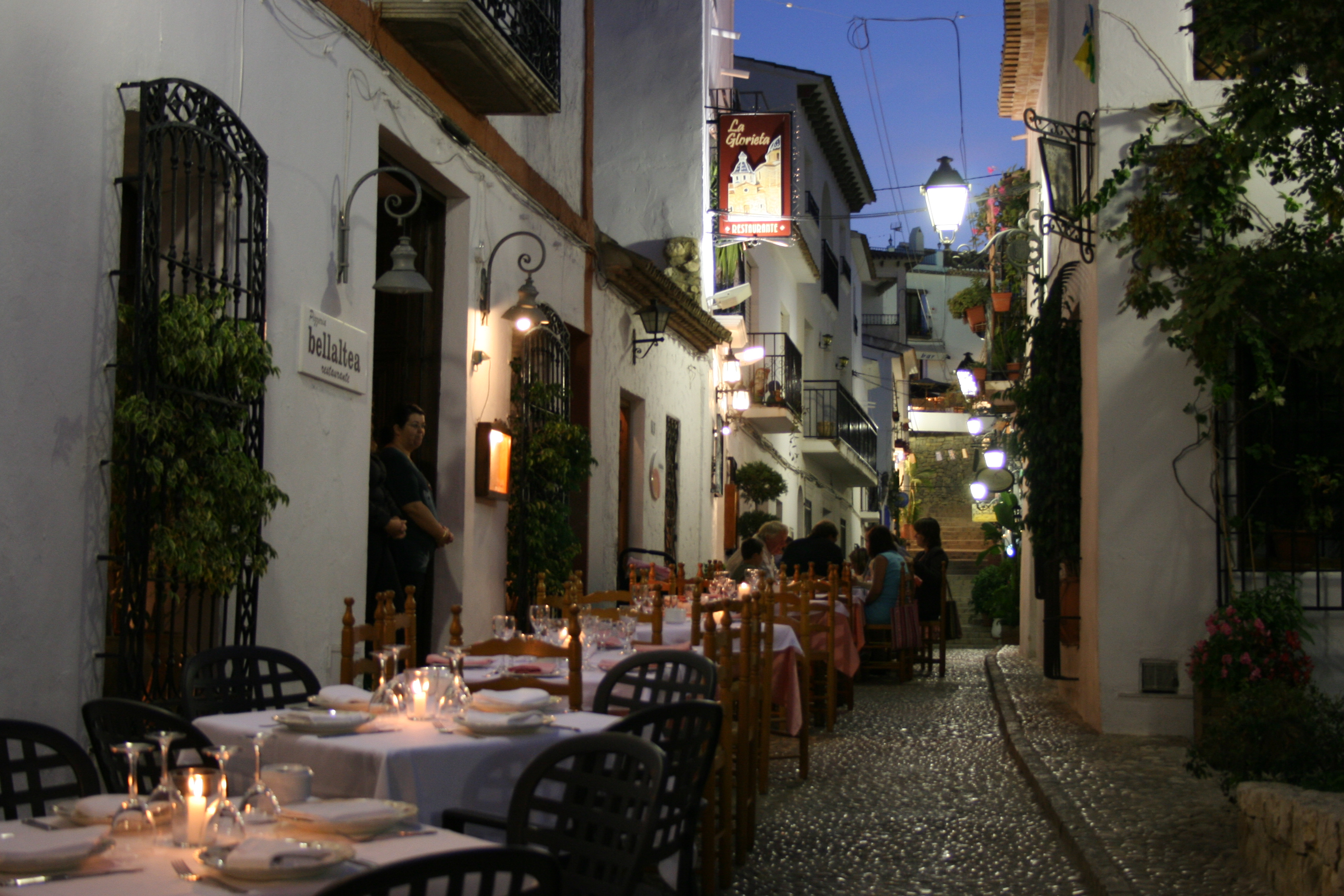
알테아

알테아(스페인어: Altea)는 스페인 발렌시아 지방 알리칸테 주에 위치한 도시로 면적은 34.43km2, 높이는 61m, 인구는 23,780명(2006년 기준), 인구 밀도는 690명/km2이다.

시기
시 문장